# Monte Azul (ort)
Monte Azul är en ort i Brasilien.   Den ligger i kommunen Monte Azul och delstaten Minas Gerais, i den östra delen av landet, 500 km öster om huvudstaden Brasília. Monte Azul ligger 584 meter över havet och antalet invånare är 11 221.
Terrängen runt Monte Azul är kuperad åt sydost, men åt nordväst är den platt. Runt Monte Azul är det ganska glesbefolkat, med 22 invånare per kvadratkilometer.. Det finns inga andra samhällen i närheten.
Omgivningarna runt Monte Azul är huvudsakligen savann.